# Ultranaționalism
Ultranaționalismul este definit drept „naționalism extrem care promovează interesele unui stat sau ale unui popor mai presus de orice” sau, mai simplu, „dedicare extremă pentru propria națiune”.
Harry Blamires caracterizează ultranaționalismul ca fiind în esență rasist. Mai mult, acesta se legitimează pe sine „prin relatări puternic misticizate ale trecutului cultural sau ale perioadelor politice mărețe din istorie sau ale vechilor conflicte neîncheiate cu pretinși dușmani” și chiar poate utiliza „forme vulgarizate de antropologie fizică, genetică și eugenie cu scopul de justifica idei precum superioritatea națională, destinul, degenerarea și subumanitatea”.
Termenul de „ultranaționalism” relevă nucleul ideologic al fascismului. Putem contura această poziție în trei pași. În primul rând, ideologia ultranaționalistă concepe istoria ca fiind lupta dintre națiuni. Cu alte cuvinte, națiunea reprezintă elementul analizei dintr-un punct de vedere ultranaționalist. În al doilea rând, ultranaționalistul identifică națiunea cu statul. Pentru aceștia atât națiunea, cât și statul au conotații mitice. Statul și națiunea sunt inseparabile și constituie o entitate omogenă. În ultimul rând, ultranaționaliștii se consideră pe sine drept adevărații reprezentanți. Din moment ce slăvesc națiunea sau statul-națiune fără îndoială, aceștia consideră că dragostea lor față de țara în cauza o depășește pe a celorlalți. Acest fapt îi transformă în adevărații protectori ai statului-națiune.